# Provincia de Riohacha
La provincia del Río de La Hacha o simplemente de Riohacha, también llamada gobierno del Río de la Hacha durante la época imperial española, fue una entidad administrativa y territorial de la Nueva Granada, creada en 1789 a partir de los terrenos nororientales de la provincia de Santa Marta. Debido a la existencia de perlas en la región, fue fuertemente disputada por la Nueva Granada y Venezuela.
Durante la emancipación de las colonias americanas  (1810-1816), Riohacha permaneció fiel a la Corona española, dimitiendo de las invitaciones de alianza tanto de Santafé como de las Provincias Unidas. En la época de la Gran Colombia hizo parte del Departamento del Magdalena, el cual cubría territorialmente todo lo que hoy es la costa Caribe de Colombia.
Posteriormente a la separación de Venezuela y Ecuador (1830), la zona perteneció a la República de la Nueva Granada, de carácter centralista, hasta que finalmente se implantó el sistema federal en la Nueva Granada en 1858 y la provincia pasó a ser una de las provincias constituyentes del Estado Soberano del Magdalena.

## Historia

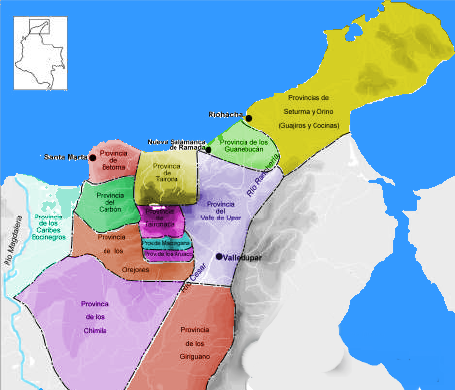
Provincias indígenas de la Gobernación de Santa Marta, alrededor de 1500.

En la época de dominio indígena, el territorio era habitado por los aborígenes wayúu, kucinas, añú (o paraujanos) y makuiras; y sus alrededores por guanebucanes y kariachiles. En 1499 Alonso de Ojeda avistó las zonas costeras de la península de La Guajira; en 1502 la Corona castellana fundó la Gobernación de Coquibacoa, la cual se disolvió ese mismo año tras la expulsión de los invasores por parte de los nativos, debido a los abusos que los primeros cometían contra estos.
Ninguna potencia colonial europea pudo dominar los territorios que van desde la ribera norte del río Ranchería hasta la costa norte de la península en la mar Caribe; sin embargo, los españoles se adjudicaron esos predios y lo distribuyeron bajo la jurisdicción de las provincias de Santa Marta y de Maracaibo. La primera fundación hecha en la península fue Nuestra Señora Santa María de los Remedios del Cabo de la Vela por parte de Martín Fernández de Enciso, la cual sirvió como primera capital de La Guajira. En 1544 fue trasladada a Riohacha; otros intentos fundacionales fueron frustrados por los indígenas.
Al ser separada la Capitanía General de Venezuela del Virreinato de la Nueva Granada por medio de la real cédula del 8 de septiembre de 1777, la definición de sus linderos se hizo de forma imprecisa, tan solo asignando a una u otra las diferentes provincias que las componían. Este hecho, sumado al descubrimiento de perlas en las costas de la provincia de Riohacha, llevó a varias disputas entre Venezuela y la Nueva Granada por la pertenencia de dicho territorio. Para dirimir tal cuestión se redactó la real cédula del 13 de agosto de 1790 en la cual se ordenó segregar de la provincia de Riohacha el establecimiento de Sinamaica y agregarlo a la provincia de Maracaibo en la Capitanía General de Venezuela. El 1 de agosto de 1792 se llevó a cabo la transferencia de dicho territorio.

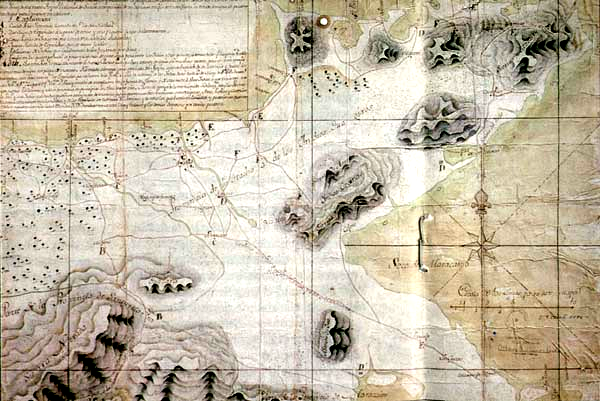
Mapa de la Guajira en 1769, año de la rebelión indígena más exitosa en contra de las autoridades españolas.

Para el siglo XIX los wayúu aún no habían sido conquistado y subyugado por los españoles, con los que estaban más o menos en permanente estado de guerra. Hubo varias rebeliones en 1701 (donde se destruyó una misión de frailes capuchinos), 1727 (más de 2000 nativos guajiros atacaron a los españoles), 1741, 1757, 1761 y 1768. En 1718 el gobernador de Soto de Herrera los llamó "bárbaros, ladrones de caballos, dignos de la muerte, sin Dios, sin ley y sin rey." De todos los indígenas del territorio colombiano fueron los únicos que aprender el uso de armas de fuego y el caballo.
En 1769 los españoles capturaron a 22 wayúu para ponerlos a trabajar en las fortificaciones de Cartagena de Indias. El 2 de mayo de ese año en El Rincón, cerca de Río de la Hacha, los indios prendieron fuego a la aldea, quemando la iglesia y dos españoles que se habían refugiado en el interior y se apoderaron del sacerdote. Los españoles enviaron hombres rápidamente a la captura de los rebeldes. A la cabeza de la expedición estaba José Antonio de la Sierra, un mestizo que ya habían participado en la captura de los 22 indios anteriores. Los wayuu lo reconocieron y lo obligaron a refugiarse en la casa del sacerdote, la cual fue prendida en llamas y donde la Sierra mismo y ocho de sus hombres perdieron la vida.
Las voces del éxito de la revuelta se extendió a otras zonas pobladas por indios de la Guajira y otros hombres se unieron a la rebelión. Parece ser que en un determinado período había 20 000 indios en la rebelión, y muchos de ellos fueron equipados con armas de fuego proveídas por los contrabandistas ingleses y neerlandeses, e incluso algunas veces españoles. Los rebeldes lograron grabar muchos de los pueblos de la región y recuperar gran parte de su territorio original. Según las autoridades más de 100 españoles murieron y muchos otros fueron tomados prisioneros. Los españoles que lograron escapar del Río de la Hacha enviaron mensajes urgentes a Maracaibo, Valle de Upar, Santa Marta y Cartagena. Familiares de la Sierra, que estaban entre los nativos que se rebelaron, causaron un motín en el interior del movimiento que, junto con la llegada de las tropas en ayuda de los españoles, decretó el fin a las redadas.
En 1810 se formó una Junta de Gobierno presidida por Tomás Pérez, la cual rechazó las proposiciones de Santafé, ratificó la adhesión a la Corona española y anunció que sus asuntos se tratarían directamente con España o por intermedio de Maracaibo. Tres años después Pedro Labatut, perteneciente al ejército patriota de Francisco de Miranda, exigió la rendición de Riohacha y amenazó a sus pobladores con pasarlos a cuchillo si no le obedecían; pero debido a estas acciones el gobierno de Cartagena le encargó al coronel Carabaño que lo detuviera y, acto seguido, fue expulsado del país.

## Geografía

### Límites

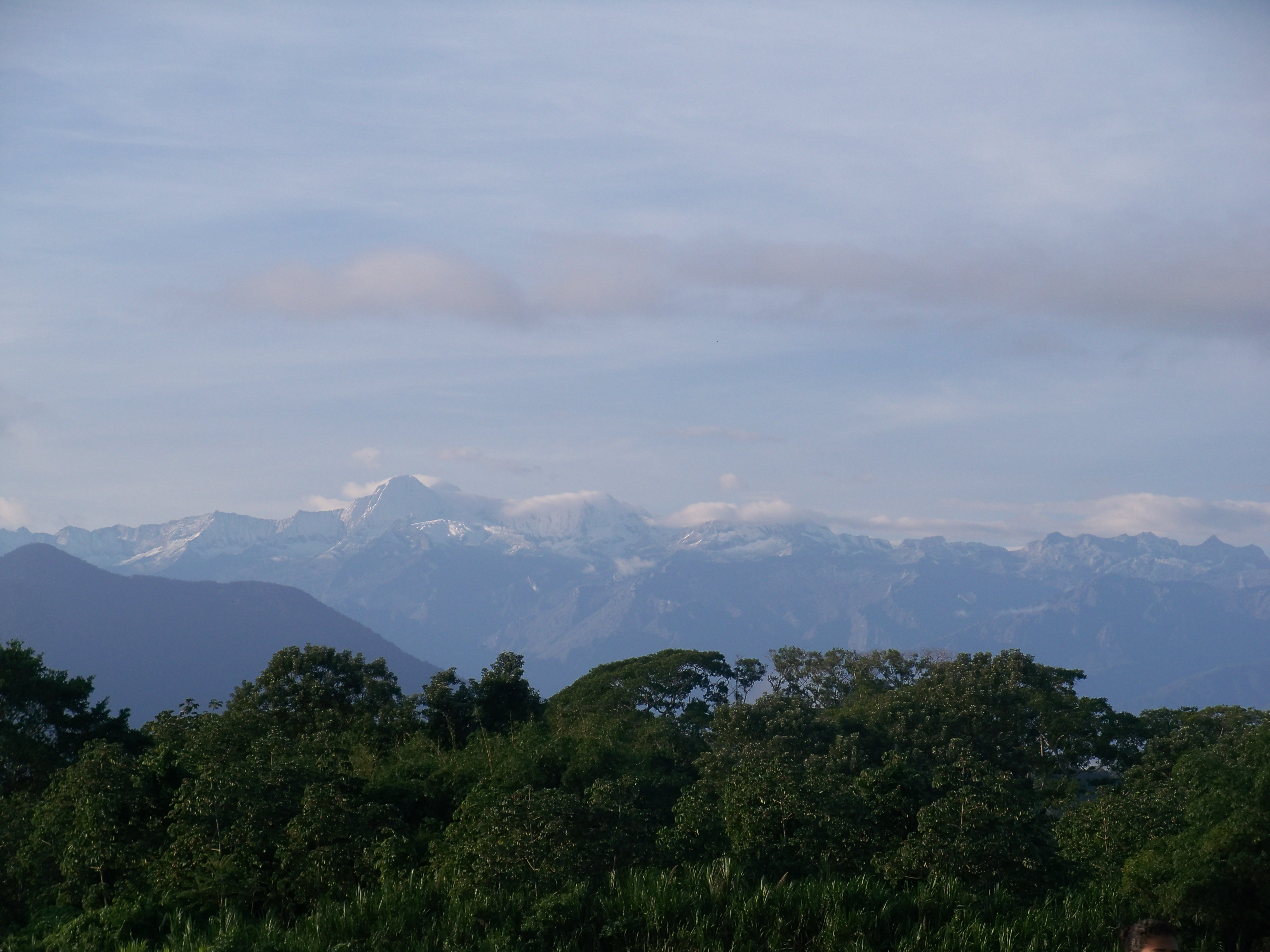
La Sierra Nevada de Santa Marta.

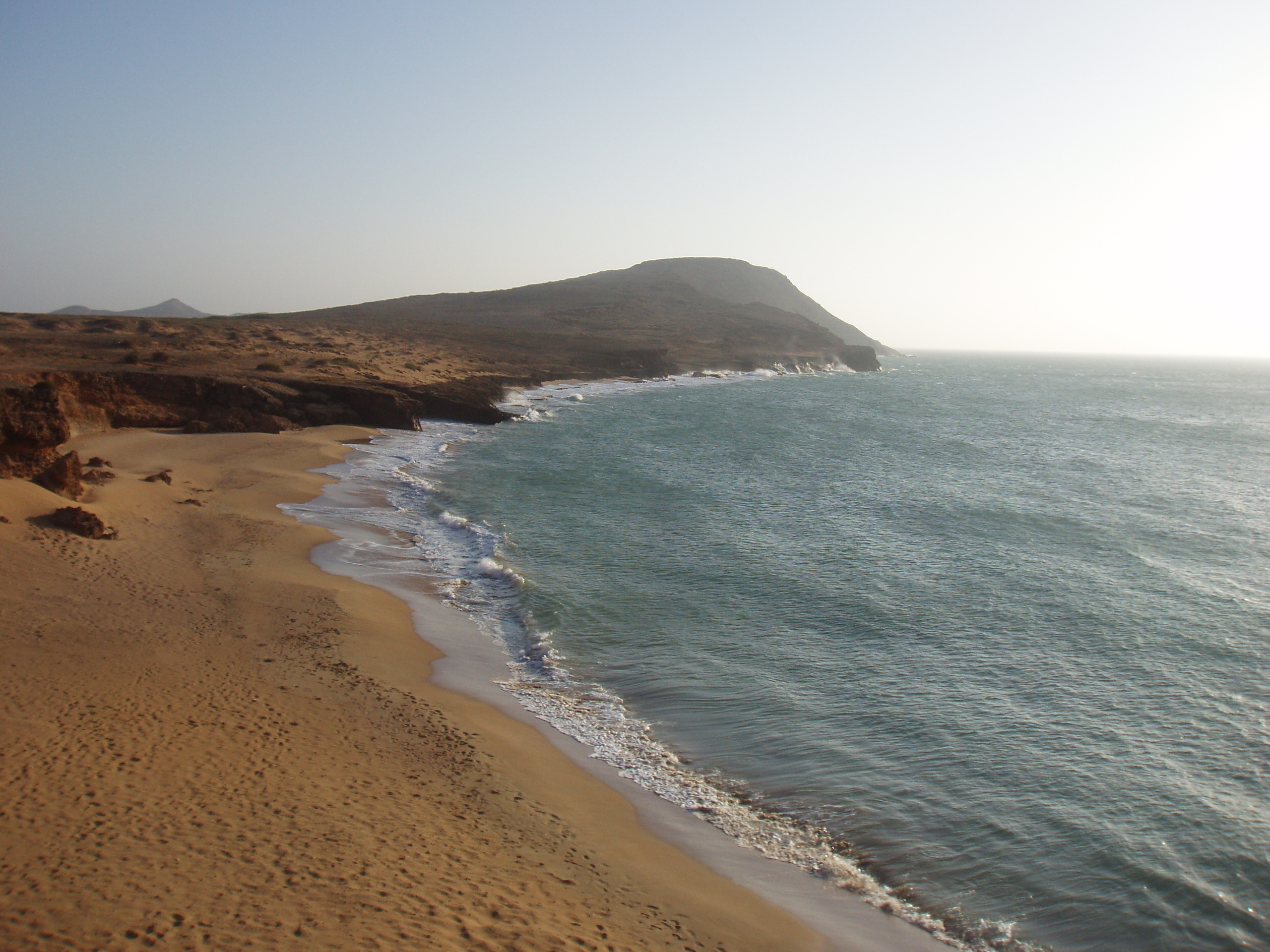
El Cabo de la Vela.

Los límites de la provincia no fueron estables a lo largo de los 300 años de dominio español en la región. Si bien casi siempre el perfil de la provincia correspondía a la península de La Guajira, las constantes agregaciones y segregaciones cambiaban mucho la faz del territorio. El poco conocimiento de la tierra no permitió establecer límites determinados entre una y otra gobernación, salvo el caso de variaciones geográficas naturales plenamente identificables.
Al momento de la proclamación de independencia (1810), Riohacha confinaba con las provincias (en el sentido de las agujas del reloj) de Maracaibo y Santa Marta. Los límites entre provincias no estaban del todo claros ya que estos nunca fueron determinados claramente.

### Aspecto físico

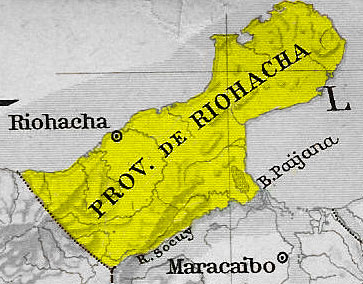
Provincia de Riohacha.

La provincia de Riohacha ocupaba mayormente la península de La Guajira, la cual es relativamente plana y contiene pocas elevaciones (tales como el Cerro La Teta y la Serranía de Macuira); tan solo la Sierra Nevada de Santa Marta constituía un terreno elevado que permitía variedad de climas propicios para el cultivo de productos vegetales. Otros accidentes referentes a la península eran la Bahía Honda, el Cabo de la Vela y Punta Gallinas, el punto más septentrional de la Nueva Granada. Por la parte suroriental el Golfo de Venezuela bañaba sus costas.
Al igual que el moderno departamento que precedió a la provincia, el terreno estaba recorrido por pocos ríos, quebradas y caños debido a la resequedad de la región; de entre estos se destacaba el Ranchería, que en aquellos días servía no solo para la práctica de la pesca como actividad económica sino para la comunicación y el comercio con otras regiones del sur de la provincia.

### División territorial
La provincia de Riohacha tuvo diversos tipos de división de su territorio. En un principio se encontraba dividida en partidos, que luego pasaron a llamarse jurisdicciones. Con la llegada de la independencia, estas subdivisiones pasaron a llamarse cantones, que cambiaron las antiguas jurisdicciones de extensión, y por tanto algunas de éstas fueron suprimidas. La Ley de 25 de junio de 1824, organizó la provincia de Riohacha en dos cantones: Riohacha (capital Riohacha) y Cesar (capital San Juan del Cesar). Desde 1835 Riohacha estaba conformada por los cantones de Riohacha y San Juan.
Entre 1843 y 1851 la provincia estaba conformada por los siguientes cantones, distritos parroquiales y aldeas:
- Cantón de Riohacha: Riohacha, Barrancas, Camarones, Dibulla, Fonseca, Moreno, San Antonio, San Miguel, Soldado y Tomarazón.
- Cantón de Cesar: San Juan del Cesar, Marocaso, Molino, Rosario, Tablazo, Urumita y Villanueva

## Demografía
De acuerdo a los datos suministrados por el secretario del virreinato Francisco Silvestre, en su libro Descripción del Reino de Santafé de Bogotá en 1789, la población de la provincia ascendía a los 3966 habitantes (sin contar a los nativos guajiros, cuya población se calculaba en unas 40 000 personas).
En 1835, la provincia contaba con 14 801 habitantes y en 1843 con 16 734. Según el censo de 1851, la provincia contaba con 17 247 habitantes, de los cuales: 8173 eran hombres y 9074 eran mujeres.
| Evolución demográfica de la provincia de Riohacha |
|                                                   |

## Economía

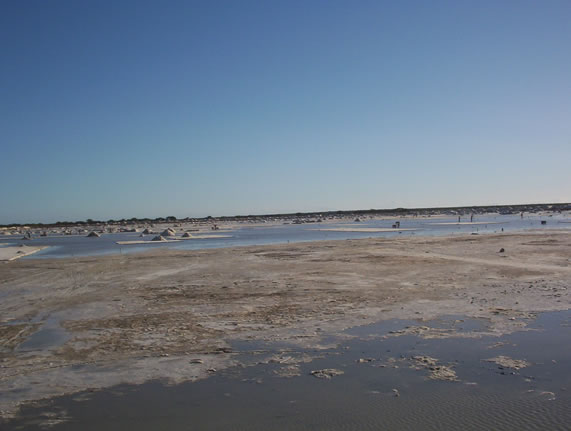
Salinas de Manaure.

Una de las principales actividades económicas de la región era la pesca de perlas. Esta actividad más el intercambio de bienes con otras ciudades de la Nueva Granada y Venezuela (particularmente con Maracaibo) permitían que Riohacha se mantuviera como una de las ciudades más vitales del norte del país.
Algunos alimentos que se producían en la provincia, tales como el cacao (que era muy apetecido por su sabor), el tabaco, el algodón, el vino, palma, madera, azúcar, maíz, etc, eran vendidos tanto en el interior como en el exterior del país; la mayoría de estos se cosechaban en el sur, donde se ubicaban el valle fértil del río Cesar y la Sierra Nevada de Santa Marta. La sal, en tanto, era producto del norte de la península de La Guajira.